# Christian Frederik Erik Skeel
Christian Frederik Erik Skeel (19. august 1777 i Pinneberg – 22. november 1837 i København) var en dansk godsejer og officer, bror til Sophus Peter Frederik Skeel og far til Erik Scheel.
Han var søn af gehejmestatsminister Jørgen Erik Skeel og Anne Dorothea von Ahlefeldt, blev 1788 fændrik à la suite i Nordenfjeldske gevorbne Infanteriregiment, 1791 karakteriseret sekondløjtnant og samme år virkelig fændrik i samme regiment, 1799 premierløjtnant, 1800 forsat til Oldenborgske Infanteriregiment, kom samme år tilbage til Nordenfjeldske Infanteriregiment og fik afsked 1802 med kaptajns karakter. Fra 1817 ejede Skeel Petersholm og Det Skeelske Majorat, og han blev efter sin brors død 1826 patron for Roskilde adelige Jomfrukloster, hvilket han var til sin død.
Han blev gift 20. april 1802 i Sankt Hans Kirke med Clara Charlotte Fanny komtesse Trampe (28. juli 1774 på Krabbesholm - 30. september 1852 på Corselitze), datter af Adam Frederik greve Trampe til Krabbesholm og Gertrud Hofman de Poulson.
Han er begravet på Garnisons Kirkegård.